# Station de Mainvault
La station de Mainvault, est une station de tramway vicinal, fermée et désaffectée, de la Société nationale des chemins de fer vicinaux (SNCV). Elle est située sur le territoire de Mainvault en province de Hainaut.

## Histoire
Le 24 décembre 1903, la ligne de tramway Tournai - Frasnes, mise en service en 1901 est prolongée jusqu'à la gare d'Ath en passant par Mainvault. Le 31 janvier 1916, la station est également desservie par la première section d'une nouvelle ligne allant de Mainvault à Quiévrain, cependant la ligne ne sera jamais mise en service dans son intégralité et deux tronçons seront exploités, le premier entre Mainvault et Quevaucamps prolongé en 1923 à Grandlise et le second entre Pommerœul et Quiévrain.
Les deux lignes vicinales sont fermées le 8 août 1954.

## Description

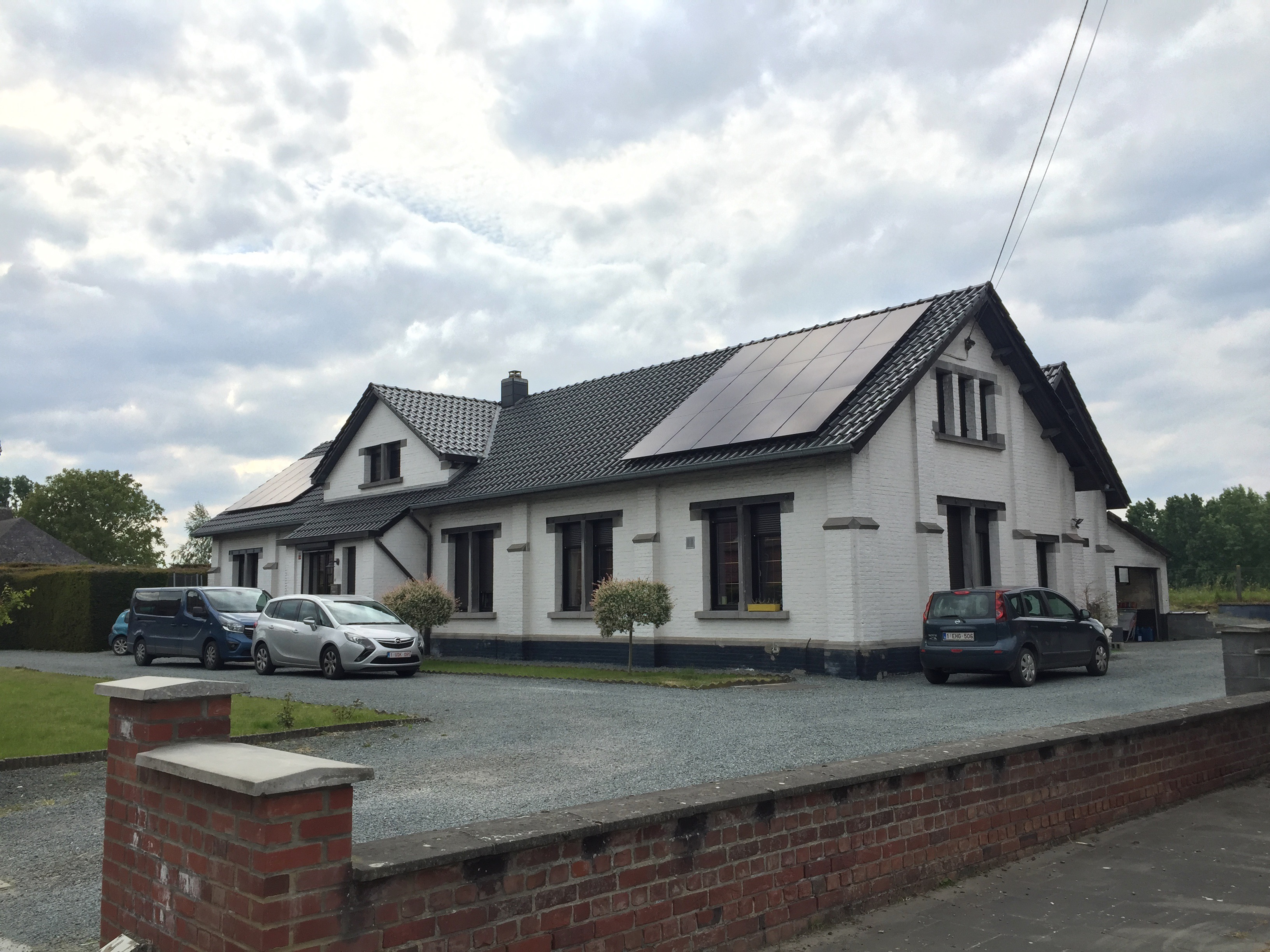
Les remises pour locomotives à vapeur et remorques.

Le bâtiment voyageur est établi dans un café privé comme sur de nombreuses autres lignes vicinales belges.

Un dépôt est également construit le long de la chaussée à proximité de la station, probablement pour la ligne Mainvault - Quiévrain, il comporte une remise pour les locomotives et une seconde accolée pour les voitures ainsi qu'un château d'eau. Le dépôt ne semble cependant jamais avoir servi.